# フランシスコ・リバルタ
フランシスコ・リバルタ（Francisco Ribalta、カタルーニャ語の表記ではFrancesc Ribalta、1565年6月2日 – 1628年1月12日）はスペインの画家である。主に宗教画を描いた。

## 略歴
現在のスペイン・カタルーニャ州、リェイダ県のソルソナ(Solsona)で生まれた。マドリードのエル・エスコリアル修道院の装飾画を描いていたフアン・フェルナンデス・ナヴァルテ(Juan Fernández Navarrete)の弟子になった。ナヴァルテはイタリアで学んだ画家であり、エル・エスコリアル修道院の壁画を描く仕事にはイタリア生まれの画家、ペッレグリーノ・ティバルディやルカ・カンビアーソも参加していて、彼らからも学んだ。
1599年にバレンシアに移り、バレンシアの大司教、フアン・デ・リベラのために働いた。
リバルタはイタリアの画家、カラヴァッジオ(1571-1591)の光と陰の明暗を明確に分けて表現するスタイル（テネブリズム）をスペインの画家として最初に取り入れ、そのスタイルをスペインに広めた画家とされている。おそらくイタリアを旅してカラヴァッジョらの作品から影響を受けたと推測されるが、17世紀初めにカラヴァッジョが活動したローマや、当時スペイン領のナポリを訪づれたかどうかは明らかになっていない。
弟子にはアブドン・カスタニェダ(Abdón Castañeda:c.1580-1629)やヴィセンテ・カステリョ(Vicente Castelló: c.1585-1636)、息子のフアン・リバルタ(Juan Ribalta: 1597–1628)がいる。

## 作品

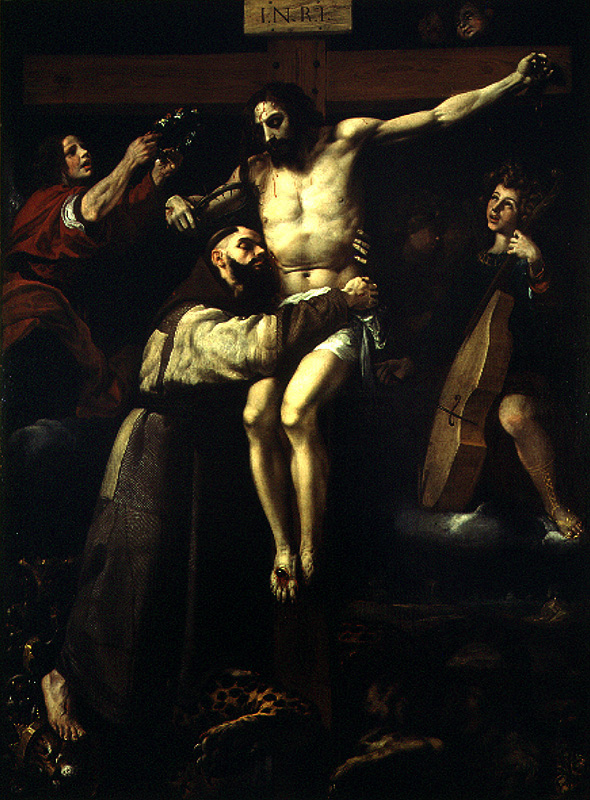
"Abrazo de San Francisco al crucificado" (1620) バレンシア美術館 蔵
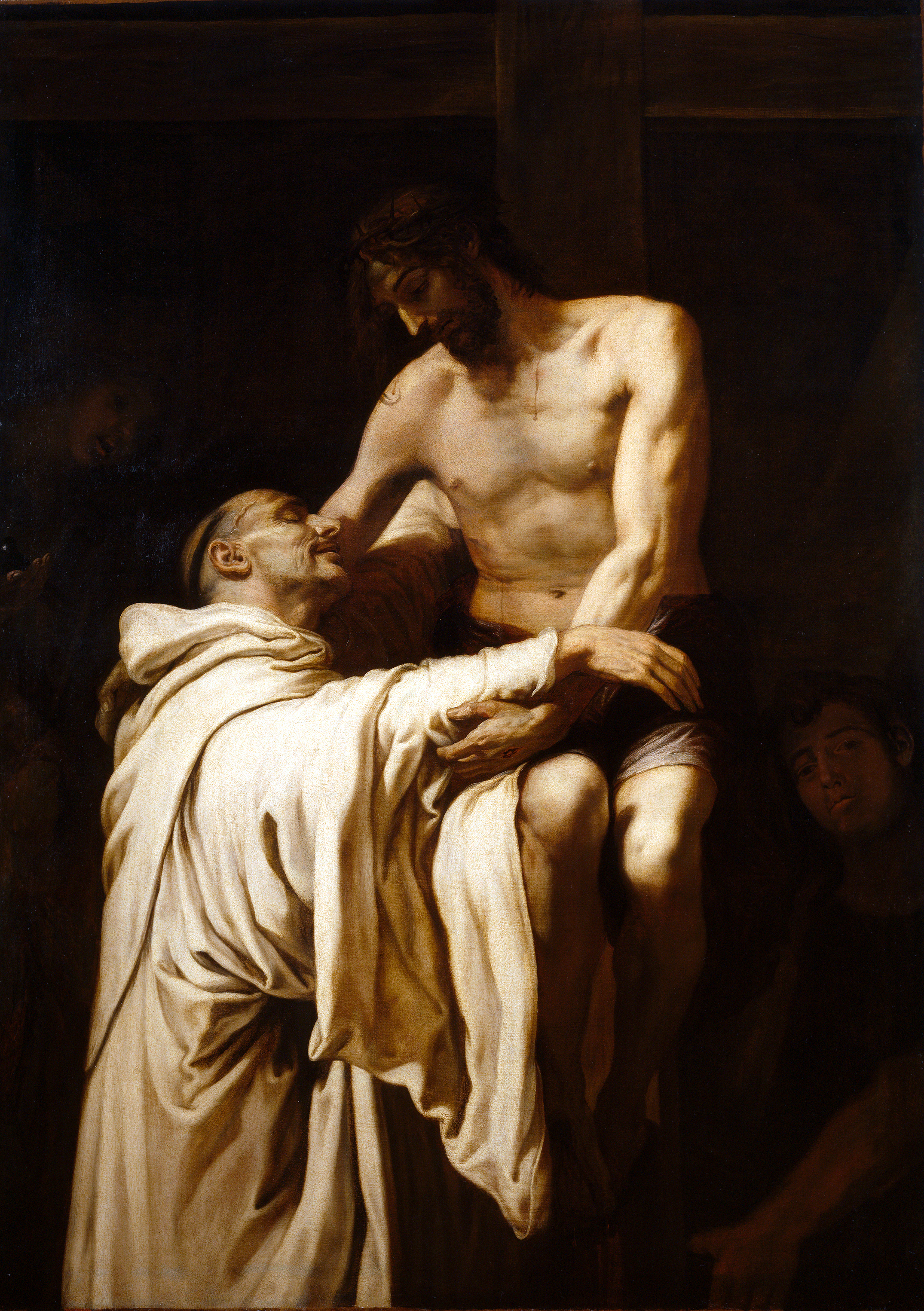
"Cristo abrazando a san Bernardo"(1625/1627) プラド美術館 蔵
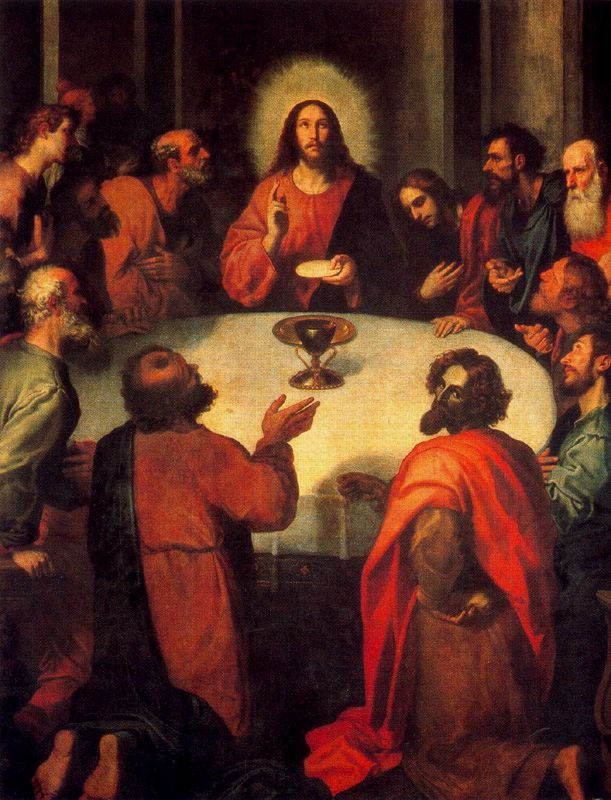
最後の晩餐 (1604) Museu del Patriarca de València 蔵
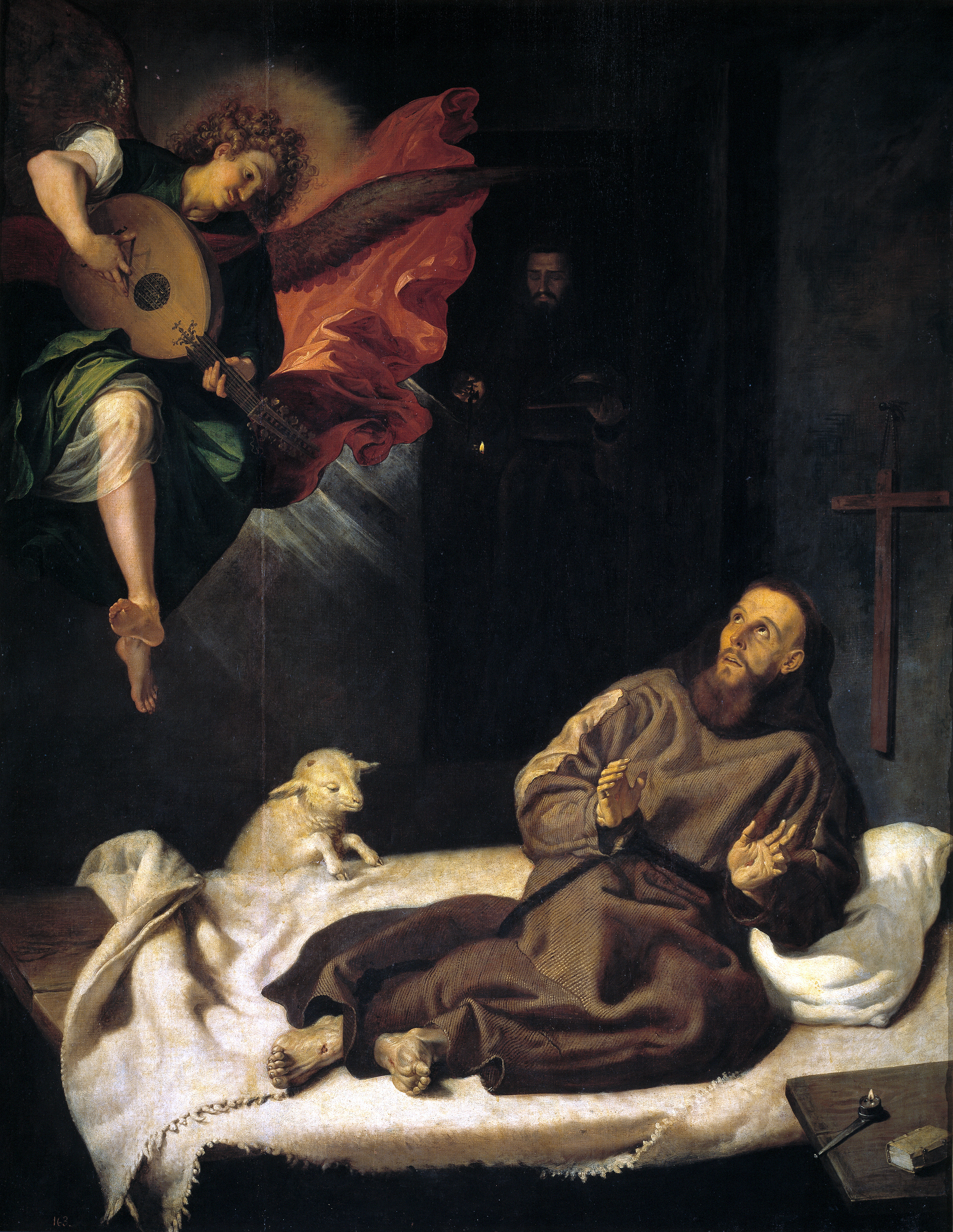
"Visión de San Francisco del ángel músico"(c.1620) プラド美術館 蔵